# 阿莉莎·科里根
阿莉莎·科里根（英語：Alysha Corrigan，1997年1月25日—），加拿大女子橄榄球运动员。她曾代表加拿大七人制国家队参加2024年夏季奥林匹克运动会七人制橄榄球比赛，获得一枚银牌。